# Tombstone (Arizona)
Tombstone é uma cidade localizada no estado americano do Arizona, no condado de Cochise. Foi incorporada em 1881.

## Geografia
De acordo com o United States Census Bureau, a cidade tem uma área de 11,2 km², onde todos os 11,2 km² estão cobertos por terra.

### Localidades na vizinhança
O diagrama seguinte representa as localidades num raio de 36 km ao redor de Tombstone.

## Demografia
Segundo o censo nacional de 2010, a sua população é de 1 380 habitantes e sua densidade populacional é de 123,7 hab/km². Possui 864 residências, que resulta em uma densidade de 77,4 residências/km².